# Aeschynanthus breviflorus
Aeschynanthus breviflorus là một loài thực vật có hoa trong họ Tai voi. Loài này được (S.Moore) K.Schum. mô tả khoa học đầu tiên năm 1901.